# Fernando Mata Carrasco
Fernando Mata Carrasco (Delicias, Chihuahua, 20 de abril de 1960) es ingeniero industrial ,académico, conferencista, escritor, entrenador y consejero. Es consultor y director asociado de General Technology, organización basada en Texas, dedicada a servicios profesionales de consultoría para impulsar el rendimiento y crecimiento de empresas e instituciones educativas. Es presidente y socio fundador de I-Tech Innovative Technologies for Education, institución dedicada a impulsar programas educativos para jóvenes con técnicas de aprendizaje innovadoras que potencialicen sus talentos.
Fue Vicerrector Académico en la Universidad Autónoma de Guadalajara, de 2016 a 2018, cargo en el que fue presentado el 7 de octubre de 2016. Anteriormente se desempeñaba como Vicerrector Académico en la Universidad de Monterrey, puesto en el que se desempeñó durante seis años, de 2010 a 2016.

## Educación
Se graduó con honores de Ingeniero Industrial y de Sistemas (1976-1980) por el Instituto Tecnológico y de Estudios Superiores de Monterrey, Tecnológico de Monterrey. Tiene una Maestría en Administración (MBA) (1982-1984) por la Universidad Americana y un Doctorado en Ingeniería Industrial (1985-1990) por la Universidad Estatal de Ohio.

## Carrera
Ha formado parte de proyectos y capacitaciones para la NASA, National Science Foundation, CONACYT, Sony, Coca-Cola, Gamesa, Pemex, CEMEX, FEMSA, Vitro, Ternium, General Electric y AHMSA, los centros de investigación CIQA, IPICYT, CINVESTAV, entre otros. Ha dado consultoría y capacitación a empresas en áreas de planeación estratégica, administración de la cadena de suministro, logística, benchmarking y administración estratégica de la productividad, motivación y liderazgo desde hace más de 20 años.
Antes de asumir el puesto de Vicerrector Académico en la Universidad de Monterrey se desempeñó como Director de Programas para América Latina (1996-1999), Director Académico (2003-2006), Director Asociado (2006-2009) y Director de Educación Ejecutiva (2007-2010) en la EGADE Business School, del Tecnológico de Monterrey, Campus Monterrey. Fue profesor y consultor de la Aceleradora de Negocios EGADE y participó en proyectos de emprendimiento con la Secretaría de Economía.
Se ha desempeñado como profesor en la Universidad Americana (1983-1984), la Universidad Estatal de Ohio (1985-1990), la Colorado State University–Pueblo (1990-1994), el ITESM (1980-1981, 1984-1985, 1994-2007), TecVirtual (1994-2010), la EGADE (1998-2010) y la Thunderbird School of Global Management (2000-2011).
Como consultor ha trabajado en centros del CONACYT como el Instituto Potosino de Investigación Científica y Tecnológica y el Centro de Investigación en Química Aplicada, donde ha sido miembro del Comité Externo Evaluador en diferentes generaciones y desde 2011 es presidente del comité. También ha ejercido como consultor y asesor en proyectos vinculados a empresas del ámbito privado, incluidas PYMES a través de la Aceleradora de Negocios de la EGADE y del programa Estrategias de Despegue.
Ha sido miembro del  Institute of Industrial Engineers (IIE) desde 1998. Ha ejercido distintos cargos en el instituto, incluido el de vicepresidente para México y Latinoamérica (1997-1999) y ha sido miembro de distintos comités internos. Es conferencista en simposios y congresos con temas relacionados con la Ingeniería Industrial. Además es conferencista para la agencia Speakers México en el área de Desarrollo Humano, Liderazgo y Motivación.
Es conductor, junto con Berenice Peña, del programa de radio "Negociando.life", en donde tratan temas de vida y carrera. El programa se transmite por Frecuencia TEC 94.9 los martes a las 6:00 p. m. hora central.

## Distinciones
Recibió el Fellow Award 2010 del Institute of Industrial Engineers (IIE). Es el tercer mexicano en obtener este reconocimiento, premio mundial concedido a quienes han realizado importantes aportaciones en el campo de la Ingeniería Industrial.
Su disertación doctoral “Properties of the Satellite Location Polyhedron and its Relation to the Scheduling Polyhedron“ lo convirtió, en 1991, en el ganador de la primera edición del premio SOLA - Air Products Bi-Annual Dissertation Award otorgado por el Institute for Operations Research and the Management Sciences. El premio se otorga a la mejor disertación doctoral en Estados Unidos sobre investigaciones relacionadas con Ubicación.

## Publicaciones selectas
- Autor del libro: "El Trayecto de la Vida", 2018, por editorial Literálika.
- Barraza-Enríquez, G. A., Back, E., & Mata-Carrasco, F. (2004). Probabilistic Forescasting of Project Performance Using Stochastic S Curves. Journal of Construction Engineering and Management-asce, 130, 25-32. Estados Unidos de América.
- Barraza-Enríquez, G. A., Back, E., & Mata-Carrasco, F. (2000). Probabilistic monitoring of project performance using SS-Curves. Journal of Construction Engineering And Management-asce, Estados Unidos de América.
- Hoepfner, G. & F. Mata (1993). A Multi-Criteria Analysis Methodology for Selection of a Preferred Residence Based on Physical Attributes. Computers and Industrial Engineering, Vol. 25 pp. 365 – 368.
- F. Mata (1993). Common Random Numbers and Multinomial Selection. Computers and Industrial Engineering. Vol. 25 pp. 33 – 36.
- C. Reilly, C. Mount-Campbell, F. Mata, E. Walton, E. Aebker & C. Levis (1991). A Two-Phase Procedure for Allocating to Geostationary Satellites. Naval Research Logisitics 38.
- C. Reilly & F. Mata (1990). Calculating Solution-Value Bounds for a Geostationary Satellites Location Problem. European Journal of Operation Research 47 pp. 96-114.
- C. Reilly, C. Mount-Campbell, E. Walton, F. Mata, C. Olen, & S. Widjaja (1990). A Heuristic Approach to Worst-Case Carrier-to Interference Ratio Maximization in Satellite System Synthesis. AIAA 13th. International Communication Satellite Conference, pp. 322-330.
- C. Reilly, E. Walton, F. Mata, C. Olen & A. Heyward (1990). Application of Heuristic Satellite Plan Synthesis Algorithms to Requirements of the WARC-88 Allotment Plan. AIAA 13th International Communications Satellite Systems Conference, pp. 311-321.